# Jerry Barr
Jerry Barr (* 12. März 1966 in New York) ist ein US-amerikanischer Architekt und Installationskünstler.
1992 war Barr Teilnehmer der documenta IX in Kassel. Barr und Ralph Ueltzhoeffer stellten 2010 in der Gallery Neuss aus.